# Michael Rubin
Michael Allan Rubin (* 1971 in Philadelphia) ist ein US-amerikanischer Experte für den Mittleren Osten, Universitätslehrer, Autor, Journalist, Militärberater und ehemaliger Mitarbeiter des Verteidigungsministeriums der Vereinigten Staaten. Rubin ist ein PKK-Sympathisant und empfiehlt, die amerikanisch-türkischen Beziehungen zu verschlechtern.

## Leben
Rubin machte 1994 seinen Bachelor in Biologie und 1999 seinen Doktor in Geschichte an der Yale-Universität. Für einige Zeit lebte Rubin im Iran und vor den Terroranschlägen am 11. September 2001 verbrachte er auch Zeit bei den Taliban. Derzeit ist er Mitglied in dem Think Tank American Enterprise Institute und ist für die Zeitschrift Middle East Quarterly als Autor und Editor tätig. In der Vergangenheit war er auch als Geschichtsdozent an der Hebräischen Universität Jerusalem, Yale-Universität und an drei Universitäten im Nordirak tätig. Für das US-amerikanische Militär berät er Offiziere, die in den Irak oder nach Afghanistan beordert werden.

## Publikationen
- Into the Shadows Radical Vigilantes in Khatami's Iran, Washington Institute for Near East Policy, 2001.
- Eternal Iran Continuity and Chaos, Patrick Clawson und Michael Rubin, Palgrave Macmillan, 2005.